# 真乡县
真乡县，陕西省古县名。
隋朝开皇元年（581年）改中乡县置真乡县，治所在今陕西省榆林市东北。属真乡郡。开皇三年（583年）改属银州。大业二年（606年），改属上州，大业三年（607年）改属雕阴郡。梁师都改雕阴郡为绥州。唐朝贞观二年（628年），真乡县改属银州。五代十国，真乡县属于定难军节度使李氏割据政权所辖的银州。北宋时废。 